# Zakhojka
Zakhojka (en rus: Захожка) és un poble de l'óblast de Nóvgorod, a Rússia, segons el cens del 2010 tenia 4 habitants.